# 28 avril 1929
Le dimanche 28 avril 1929 est le 118e jour de l'année 1929.

## Naissances
- André Robert (météorologue) (mort le 18 novembre 1993), météorologue canadien
- Avigdor Arikha (mort le 29 avril 2010), artiste israélien
- Bhanu Athaiya, costumière indienne
- Rogelio Salmona (mort le 3 octobre 2007), architecte franco-colombien
- Shathel Taqa (mort le 20 octobre 1974), diplomate irakien
- Tony Miller (mort le 6 avril 1988), joueur de rugby à XV australien

## Décès
- Hendrik van Heuckelum (né le 6 mai 1879), footballeur néerlandais

## Événements
- Création du Club Sport Emelec
- Inauguration du monument à Mickiewicz